# Sedm Chalup
Sedm Chalup (německy Siebenhäuser) je malá vesnice s řídkou zástavbou, část obce Brloh v okrese Český Krumlov. Nachází se asi dva kilometry severně od Brlohu.
Sedm Chalup leží v katastrálním území Jaronín o výměře 17,75 km². Vesnici tvoří centrálních zhruba 13 stavení okolo úzké asfaltové obslužné komunikace a několik samot v okolí zejména na severním svahu hory Stržíšek: Charvát, Kukačka, Krahulec či Puglů na samém severu Sedmi Chalup. V nejnižším místě Sedmi Chalup protéká potok Olešnice

## Historie
První písemná zmínka o vesnici pochází z roku 1694.
Ke vzniku osady se váže pověst, ve které je jako důvod založení Sedmi Chalup zmíněna podmínka sňatku pohledné Běty, dcery bohatého hospodáře z Třešňového Újezdce, se zednickým tovaryšem z Brloha. Tovaryš prý postavil sedm chalup, nicméně dívka si jej přesto nevzala. Zednický tovaryš poté dívku i s jejím otcem proklel. Pověst kletbou vysvětluje i jména okolních vrcholů – Vysoké Běty a Vlčího Vrchu.
Školou patřilo Sedm Chalup k Brlohu a v roce 1924 byla otevřena škola v těsné blízkosti v Jaroníně, kde později učil Zdeněk Nejedlý. Ten zaznamenal také stupňující se nevraživost místních Němců a Čechů v pozdních třicátých letech 20. století.
Až do konce druhé světové války se většina obyvatel obce hlásila k německé národnosti. Po jejich odsunu byla vesnice znovu osídlena a některé domy byly později upraveny na rekreační chalupy.

## Památky a zajímavosti
- Boží muka Panny Marie Kájovské naproti čp. 25
- Chráněná lípa malolistá u božích muk
- Ve vsi se nachází několik křížů:
  - Pomník (kamenný kříž) Jana Böhma s datací „LP 1922“, padlého v  1. světové válce, umístěný na dolní křižovatce
  - Křížek domu čp. 23
  - Dřevěný kříž
  - Litinový kříž na severním okraji vsi
- Zachovaný kamenný patník

## Další fotografie

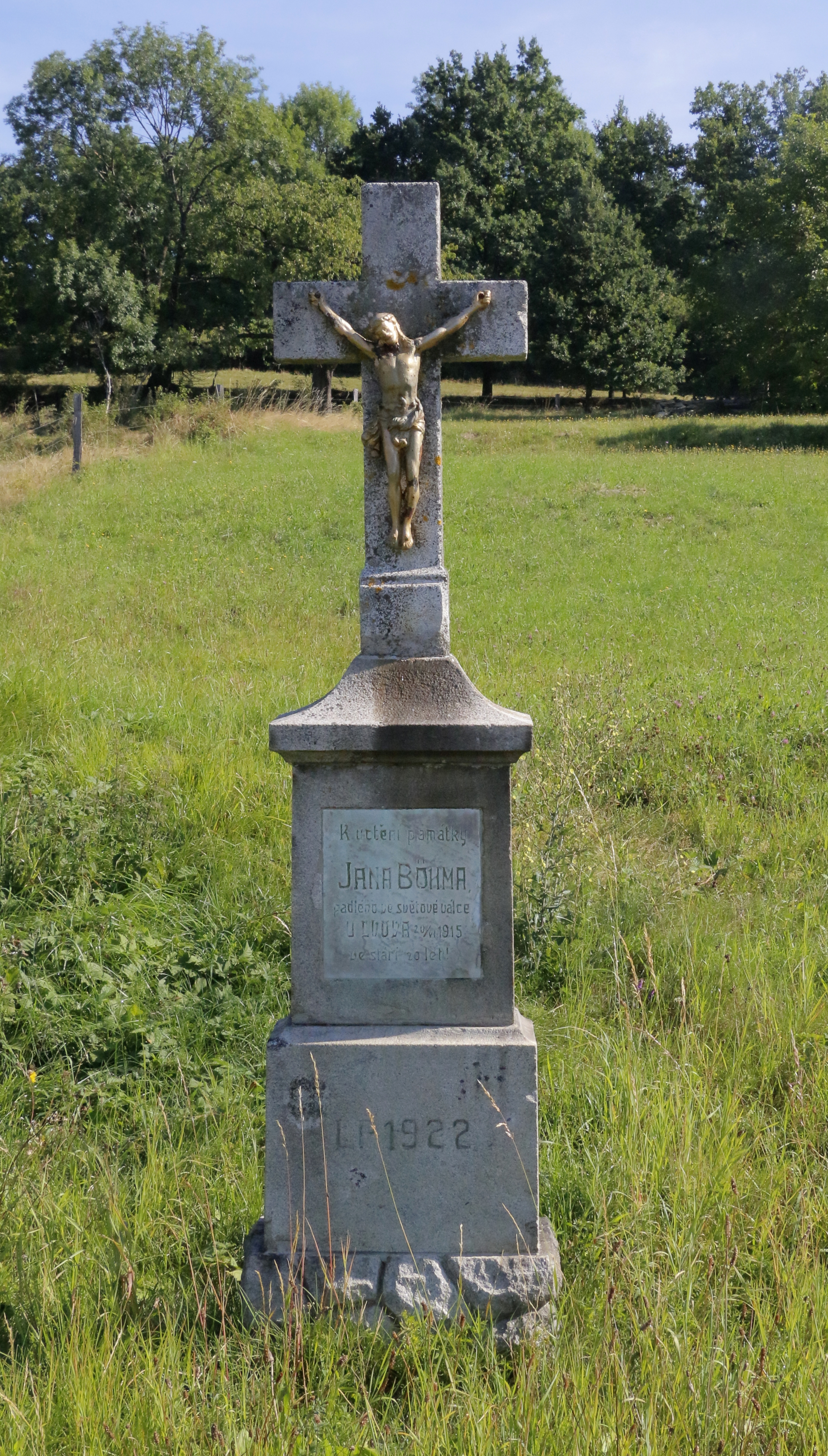
Pomník Jana Böhma
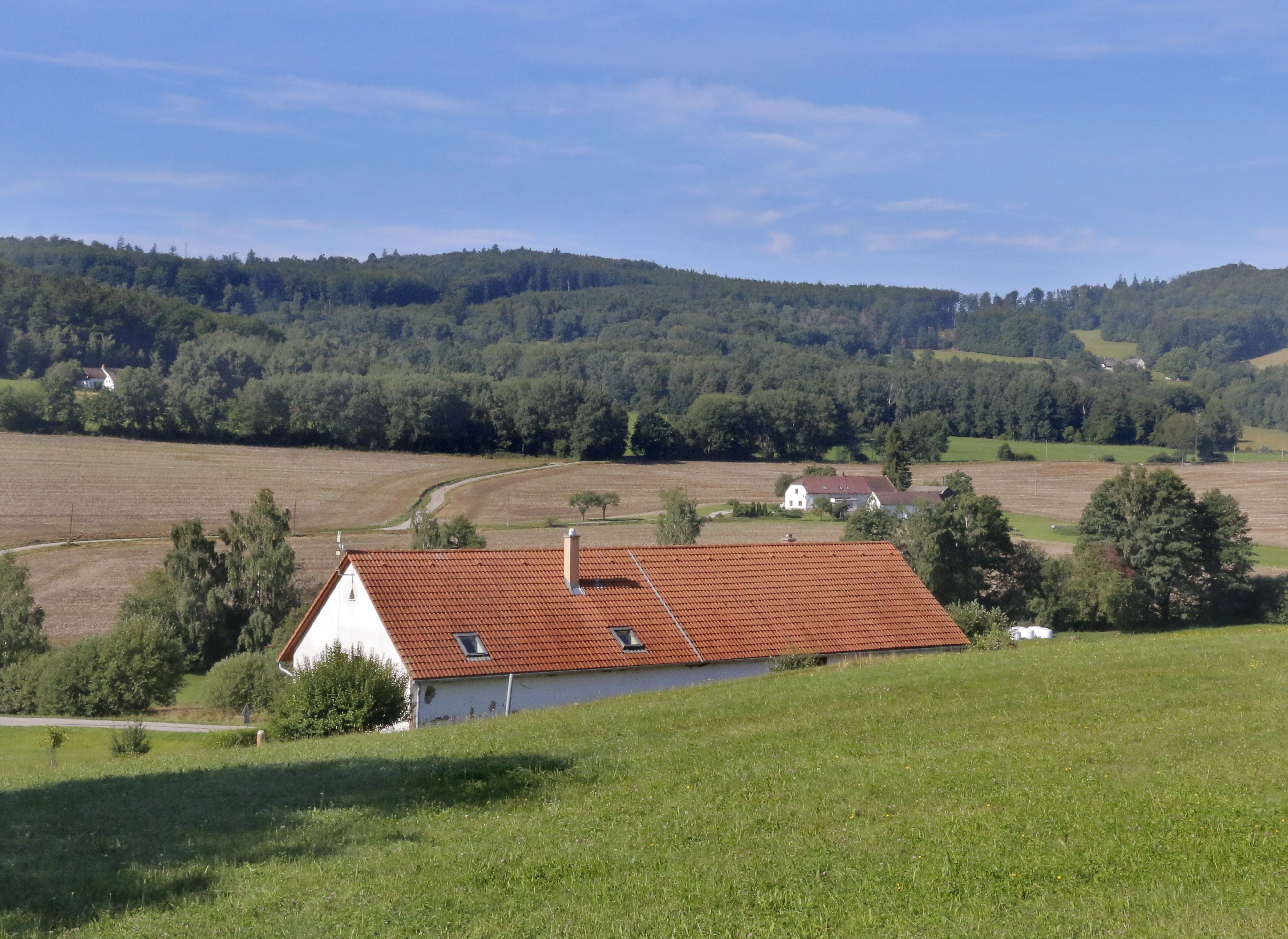
Samoty jižně od Sedmi Chalup
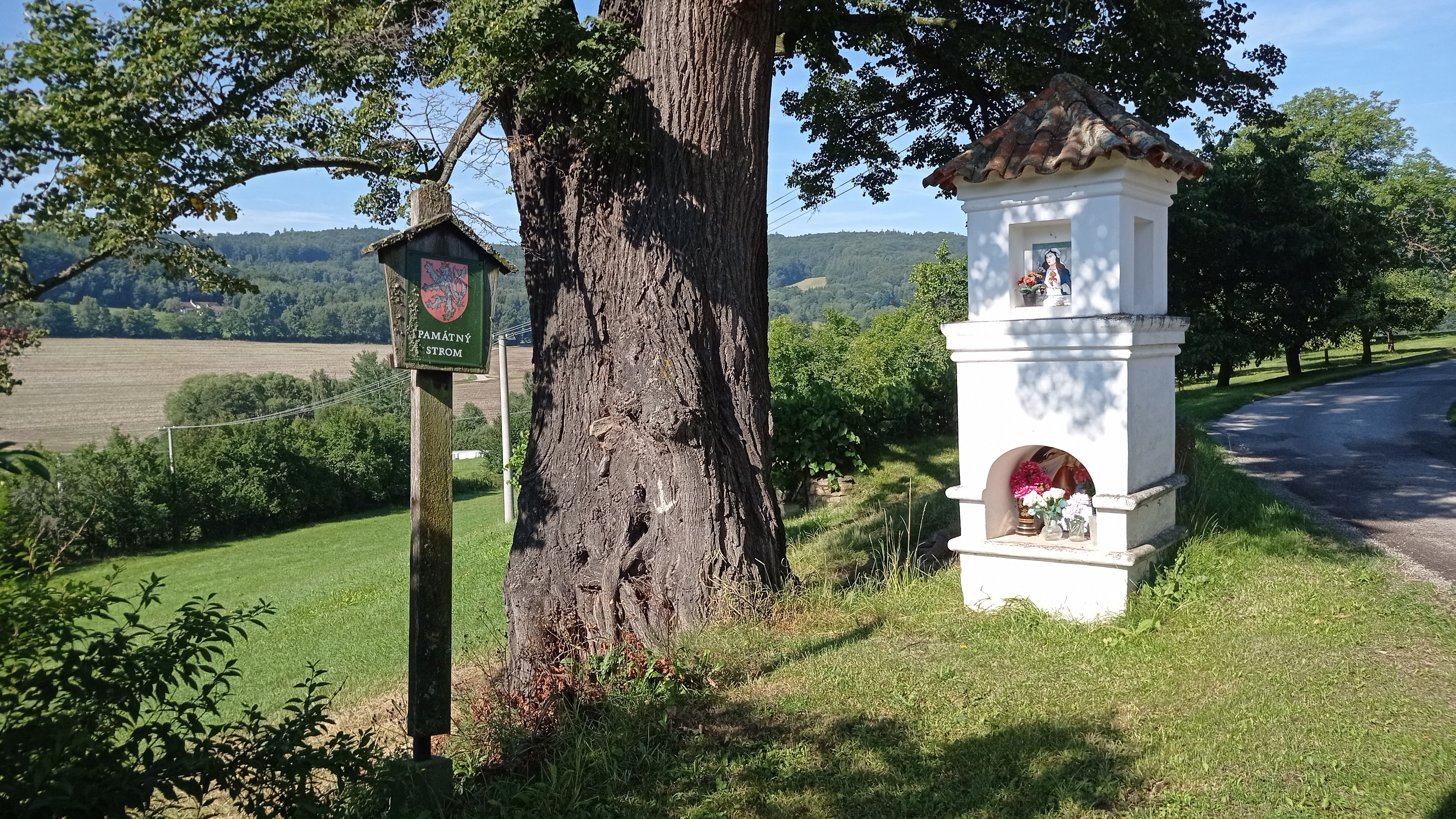
Boží muka u památné lípy
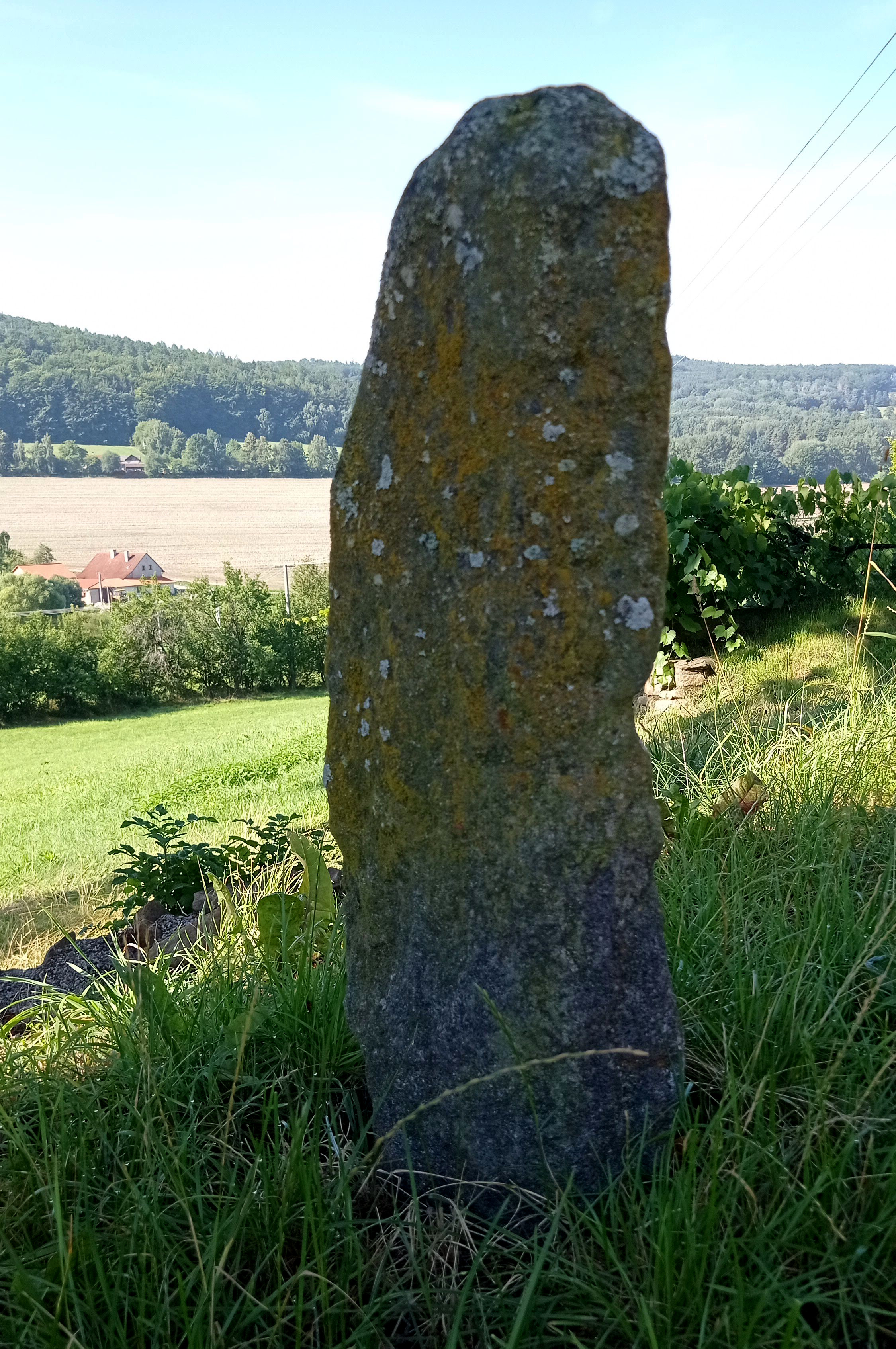
Kamenný patník
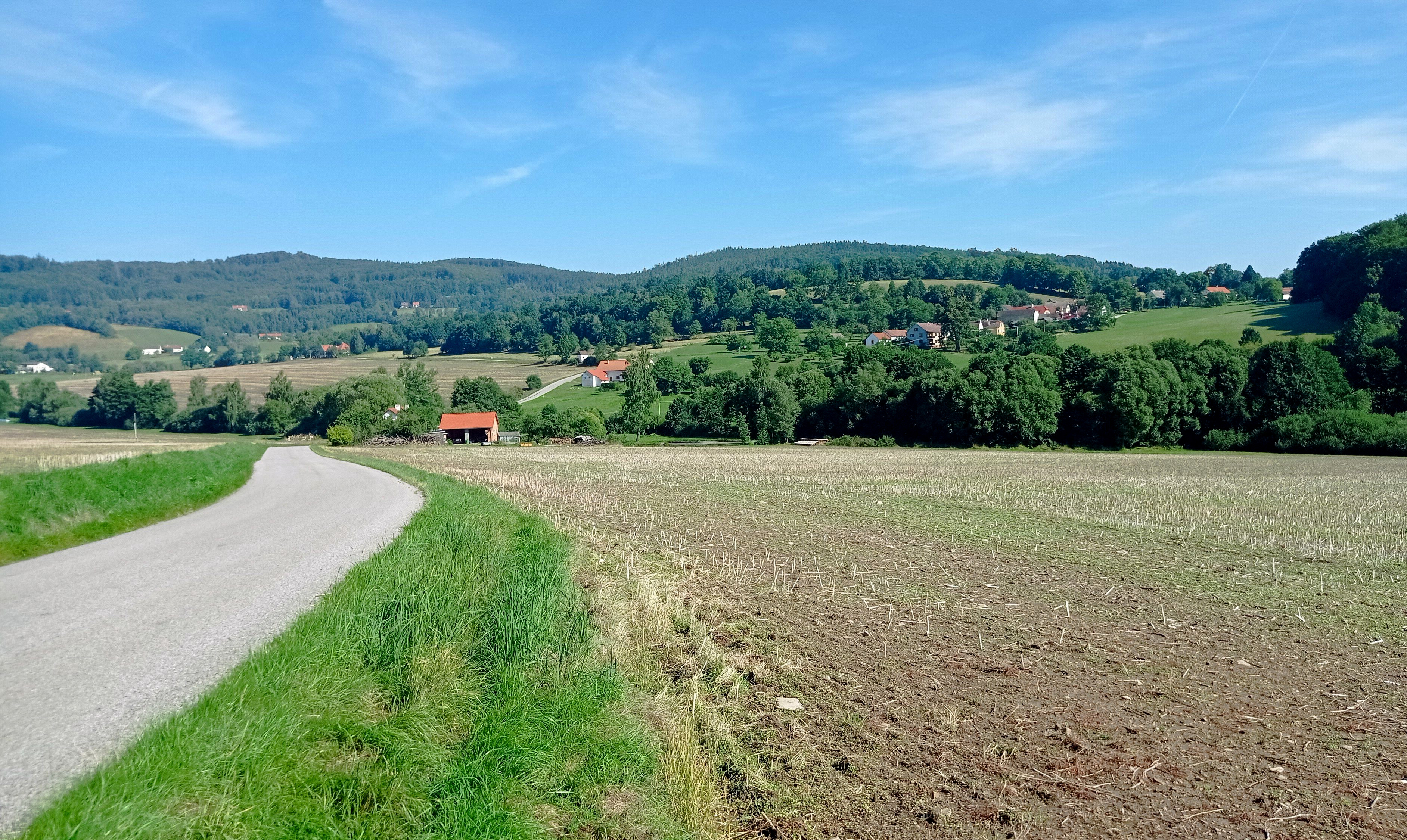
Pohled ke vsi od jihu